# Église Saint-Pierre de Céret
Pour les articles homonymes, voir Église Saint-Pierre.
L'église Saint-Pierre de Céret  est une église catholique, en partie romane, située à Céret, en France.

## Localisation
L'église est située dans le département français des Pyrénées-Orientales, dans le centre historique de la commune de Céret.

## Toponymie
L'église est mentionnée pour la première fois en 814 (eccl. B. Petri) dans un précepte de Louis le Pieux en faveur des frères Guimar et Rado. Le texte affirme que l'église de Céret a été fondée du temps de Charlemagne par le père de ces deux frères, sans que l'on sache précisément quand.

## Historique
Le portail en marbre est classé au titre des monuments historiques  le 20 juillet 1927, puis l'édifice dans sa totalité le 23 décembre 1998.
L'église est en cours de rénovation jusqu'en 2014. La dernière datait de 1905.
Le clocher est doté d'un petit carillon de 7 cloches, entièrement rénové en 1999-2000.

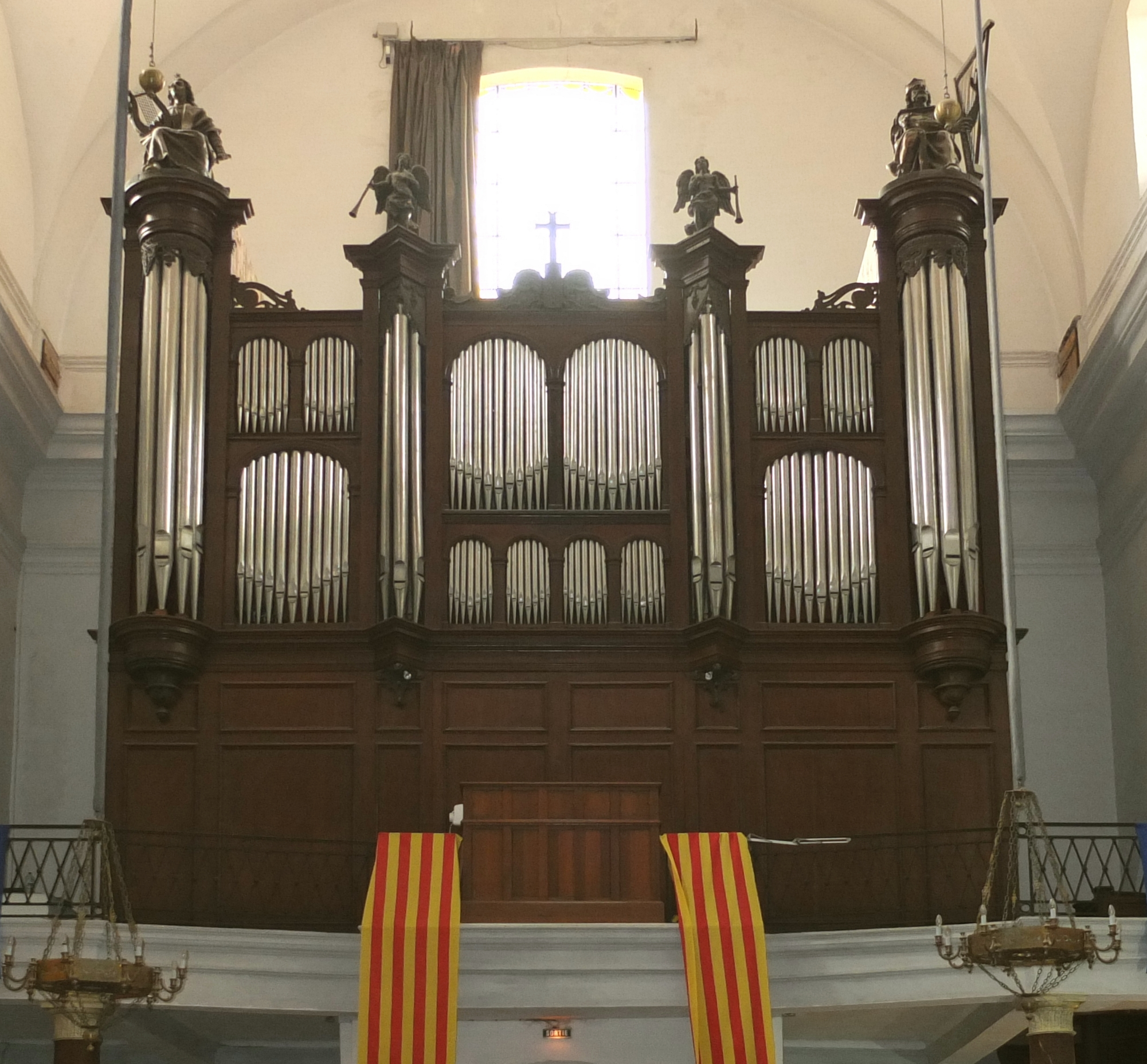
Grandes orgues de l'église Saint-Pierre à Céret
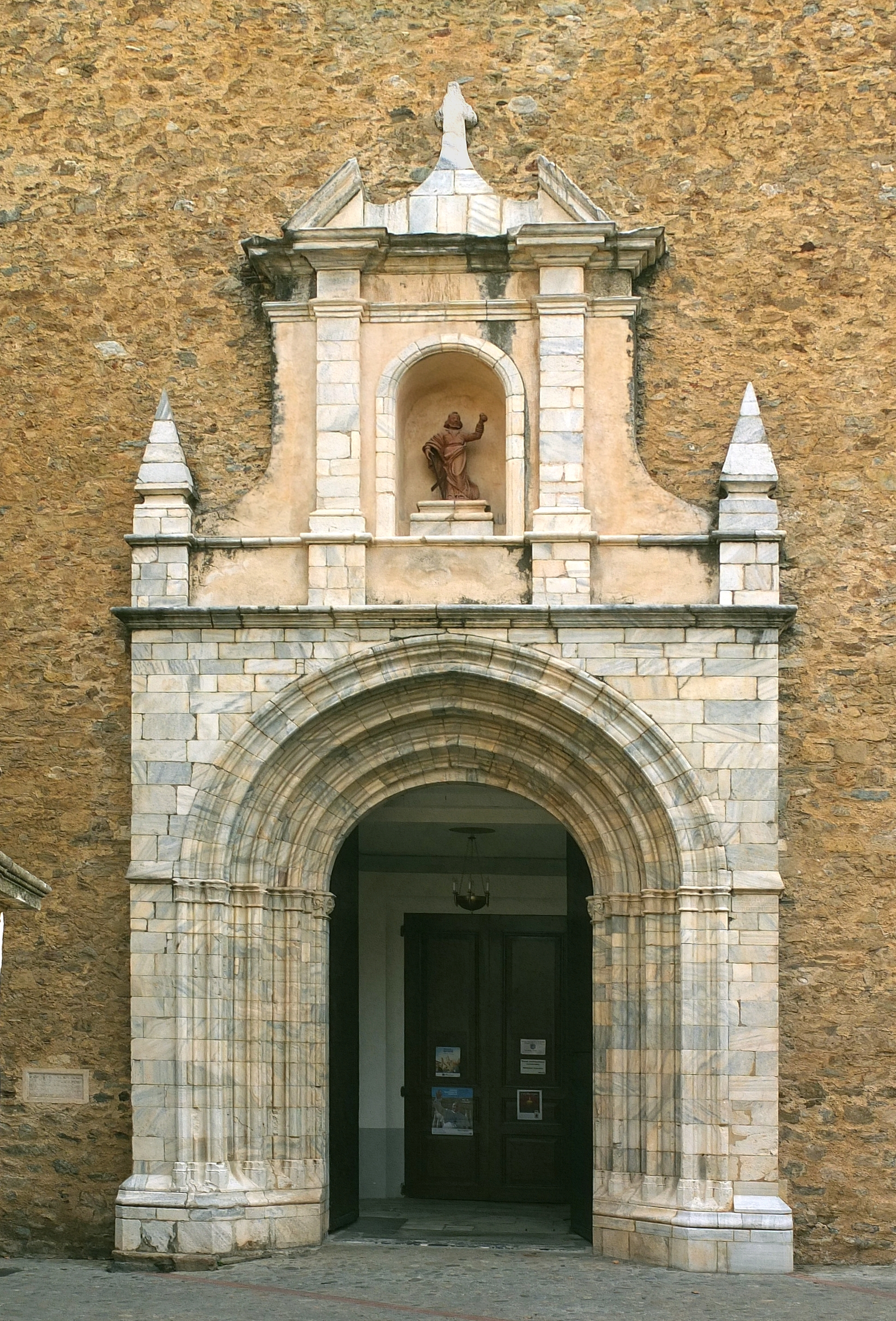
Le portail
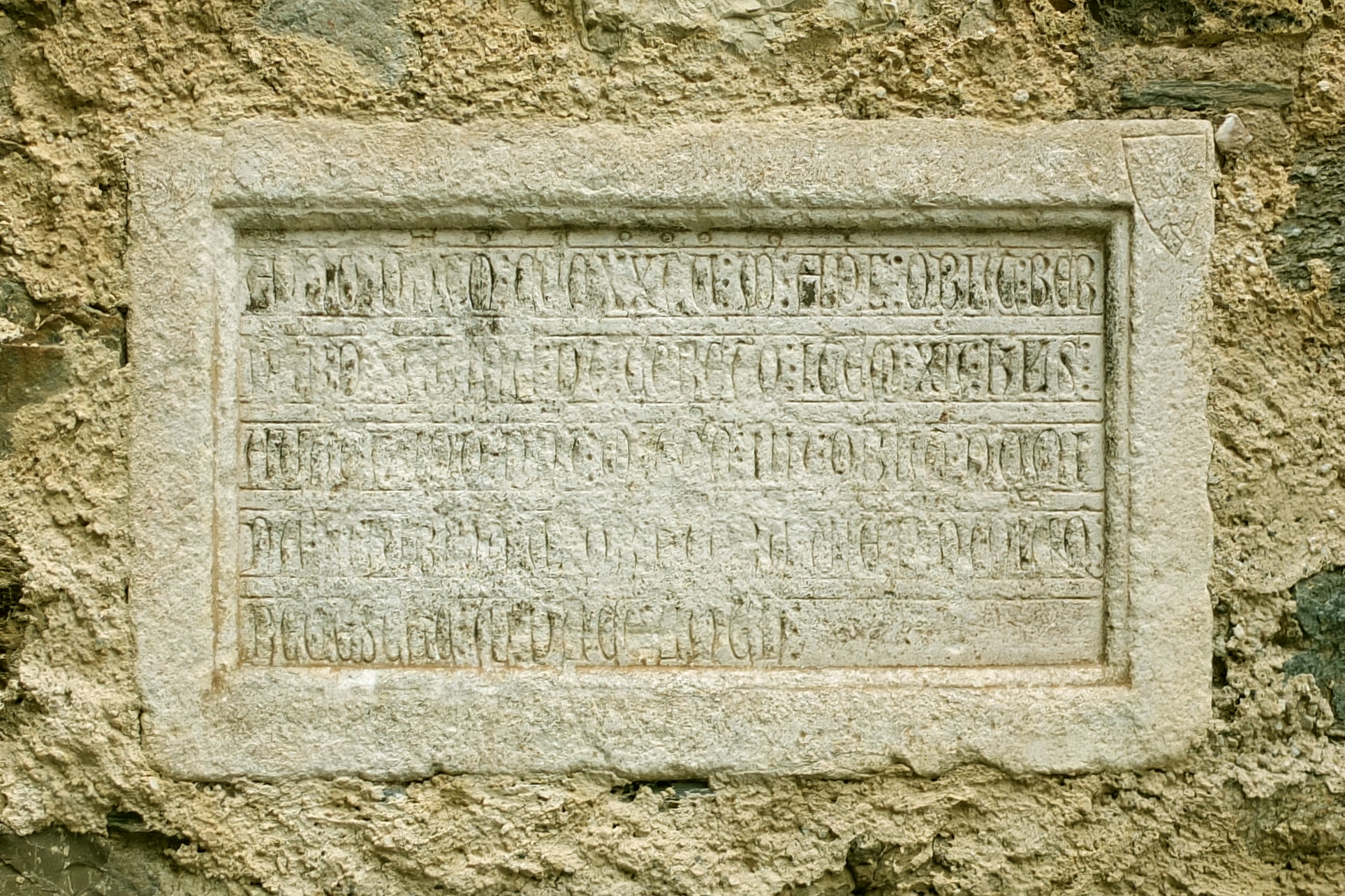
Plaque funéraire de Bérengère de Valcrose
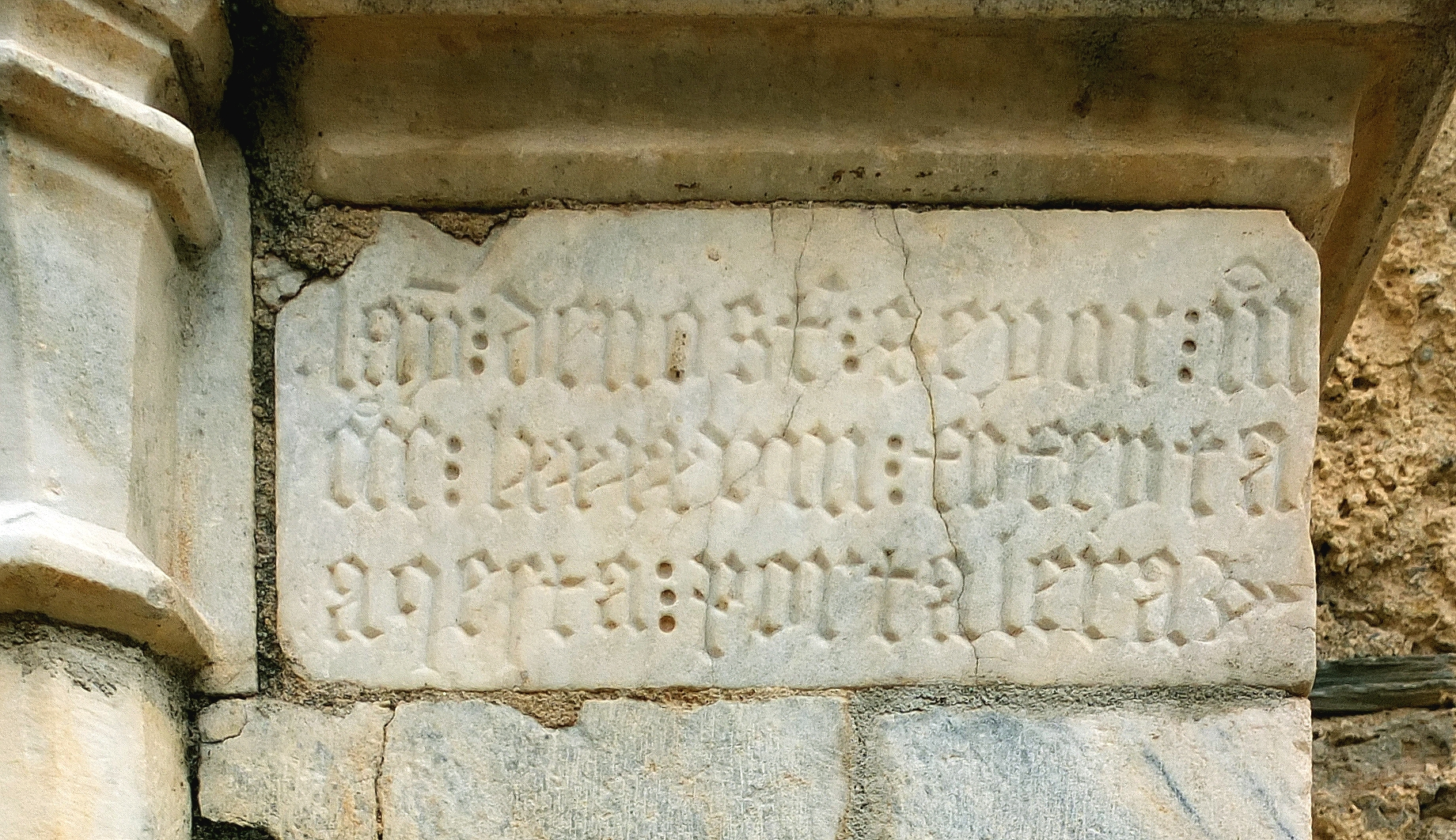
Plaque commémorative de la construction de la porte (1398)
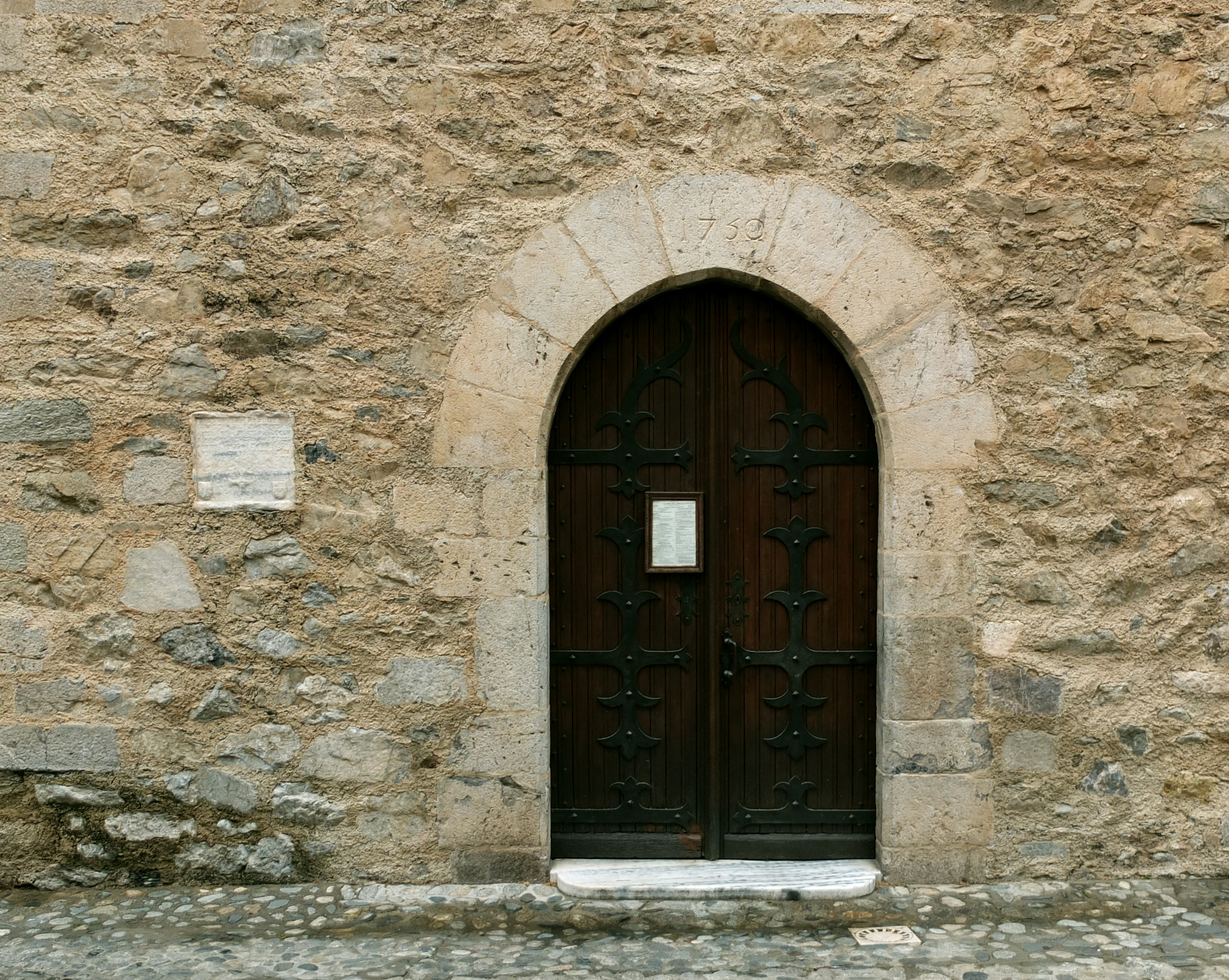
Portail sud
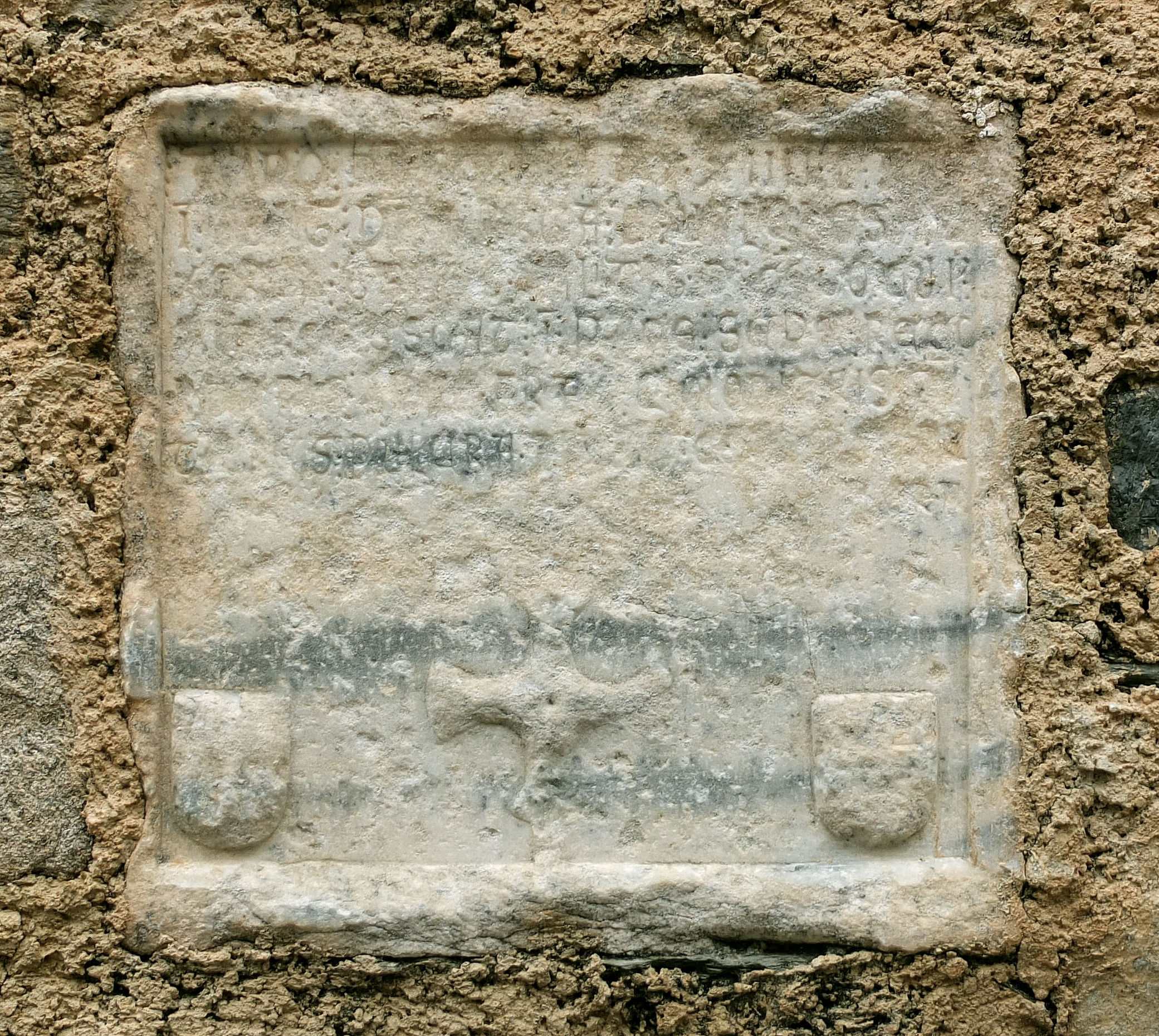
Plaque funéraire de Bernard de Céret et sa femme

## Mobilier
L'église contient des retables des XVIIe et XVIIIe siècles.

## Grand Orgue
Composition du Grand Orgue,.
| I. Grand orgue (56 notes)  | II. Positif (56 notes) | III. Récit (56 notes) | Pédalier (30 notes - de ut 1 à fa 3) |
| -------------------------- | ---------------------- | --------------------- | ------------------------------------ |
| Montre 16'                 | Bourdon 16'            | Flûte traversière 8'  | Bombarde 16'                         |
| Montre 8'                  | Flûte 8'               | Trompette 8'          | Trompette 8'                         |
| Basson 16'                 | Gambe 8'               | Gambe 8'              | Clairon 4'                           |
| Kéraulophone 8'            | Voix humaine 8'        | Bourdon 8'            | Flûte 16'                            |
| Bourdon 8'                 | Trompette 8'           | Bassons-Hautbois 8'   | Flûte 8'                             |
| Trompette 8'               | Salicional 8'          | Flûte octave 4'       | Flute 4'                             |
| Flûte harmonique 8'        | Clarinette 8'          | Clairon 4'            |                                      |
| Prestant 4'                | Flûte 4'               | Voix Céleste 8'       |                                      |
| Clairon 4'                 | Doublette 2'           | Flûte octavin 2'      |                                      |
| Doublette 2'               |                        |                       |                                      |
| Cornet V (à partir d'ut 3) |                        |                       |                                      |
| Fourniture IV              |                        |                       |                                      |